# Мартін Бруннер
Мартін Бруннер (нім. Martin Brunner, нар. 23 квітня 1963, Цюрих) — швейцарський футболіст, що грав на позиції воротаря за клуби «Грассгоппер» та «Лозанна», а також національну збірну Швейцарії.

## Клубна кар'єра
У дорослому футболі дебютував 1983 року виступами за команду клубу «Грассгоппер», в якій провів одинадцять сезонів, взявши участь у 314 матчах чемпіонату.  Більшість часу, проведеного у складі «Грассгоппера», був основним голкіпером команди. За цей час тричі виборював титул чемпіона Швейцарії, чотири рази ставав володарем Кубка Швейцарії.
1994 року перейшов до «Лозанни», за яку відіграв п'ять сезонів. Граючи у складі «Лозанни» також здебільшого виходив на поле в основному складі команди. За цей час додав до переліку своїх трофеїв ще два титули володаря Кубка Швейцарії. Завершив професійну кар'єру футболіста виступами за команду «Лозанна» у 1999 році.

## Виступи за збірну
1986 року дебютував в офіційних матчах у складі національної збірної Швейцарії. Протягом кар'єри у національній команді, яка тривала 14 років, основним голкіпером не став, провівши за ці роки у її формі 36 матчів.
У складі збірної брав участь у чемпіонаті світу 1994 року у США, де був одним з дублерів Марко Пасколо і на поле не виходив.

## Титули і досягнення
- Чемпіон Швейцарії (3):

«Грассгоппер»: 1983-1984, 1989-1990, 1990-1991
- Володар Кубка Швейцарії (6):

«Грассгоппер»: 1987-1988, 1988-1989, 1989-1990, 1993-1994
«Лозанна»: 1997-1998, 1998-1999
- Володар Суперкубка Швейцарії (1):

«Грассгоппер»: 1989